# Wim van Heel
Willem "Wim" van Heel, född 27 september 1922 i Haag, död 3 oktober 1972 i Middelburg, var en nederländsk landhockeyspelare.
Han blev olympisk silvermedaljör i landhockey vid sommarspelen 1952 i Helsingfors.